# Filippo Re Capriata
Filippo Re Capriata (Licata, 1º febbraio 1867 – Messina, 28 dicembre 1908) è stato un fisico italiano.

## Biografia
Figlio dell'avv. Pasquale Re Laganà, Sindaco di Licata per 15 anni, e di Francesca Capriata, originaria di Sciacca.
I primi studi li compì a Licata, quelli liceali ad Agrigento (presso il liceo "Scinà") ed a Palermo, presso il Liceo Umberto I. Sempre nel capoluogo siciliano intraprese gli studi universitari. Nel 1889 si laureò dapprima in Scienze Naturali e successivamente a Messina in Fisica.
Professore di fisica dell'Università degli Studi di Messina, è stato uno dei precursori della televisione, con un saggio apparso in Francia nel 1903.
Si impegnò lungamente alla sua ricca collezione di insetti, quali coleotteri, lepidotteri e ditteri.
Effettuò studi interdisciplinari che riguardarono la matematica, la chimica, l'agronomia, la fisiologia vegetale, la filosofia, la storia, la letteratura e la medicina.
È stato il primo a diffondere l'utilizzo dei concimi chimici a Licata, sui quali scrisse un trattato intitolato "I Concimi Chimici ed il loro uso nelle colture siciliane" e fu lui ad introdurre in Sicilia l'illuminazione a gas acetilene.
Morì sepolto sotto le macerie del terribile terremoto di Messina e Reggio del 1908 assieme alla moglie Giuseppina ed ai due piccoli figli: Pasqualino di 6 anni e Francesca di 5 anni. Vennero tutti sepolti nel cimitero di Messina.

## Opere principali
- L'acetilene e le sue applicazioni, su "Rivista Settimanale Illustrata", Milano
- La Scienza per tutti, su "Giornale Mensile Illustrato", Milano
- L'Elettricità, su "Rivista Settimanale Illustrata", Milano
- La teoria dei raggi Roentgen (1898)
- La radioattività dei corpi (1903)
- I fenomeni Magneto-ottici Majorana (1904)
- Le onde eteree (1908)